# Rudolf Lothar
Rudolf Lothar (ursprungligen Rudolf Lothar Spitzer), född den 23 februari 1865 i Budapest, död där den 2 oktober 1943, var en österrikisk författare.

## Biografi
Lothar studerade juridik och romansk filologi, promoverades till filosofie doktor och vistades sedan i Paris, var 1889-1907 medarbetare i "Neue freie Presse". Han var en skicklig och mångsidig författare, mest känd som kritiker och dramatisk författare. 

### Facklitteratur
- Kritische Studien zur Psychologie der Literatur 1895,
- Das Wiener Burgtheater 1900
- Henrik Ibsen 1902
- Das deutsche Drama der Gegenwart 1905
- Die Seele Spaniens, 1916 (Spaniens själ, 1921)

### Skönlitteratur
- Septett 1905
- Die Fahrt ins Blaue 1907

### Dramatik
- Der Wert des Lebens 1892
- Der Wunsch 1895
- Ein Königsidyll 1897
- König Harlekin 1900 (Kung Harlekin i översättning av Frans Hedberg, 1900)
- Die Rosentempler 1905
- Die javanesische Puppe, tillsammans med Hans Backwitz 1921 (Den javanesiska dockan 1922)
- Mexiko-Gold, tillsammans med Hans Backwitz 1922 (Mexico-guld 1922)
- Die Frau mit der Maske 1922 (Damen med masken, 1922)
- Die Herzogin von Elba, tillsammans med Oscar Ritter-Winterstein 1925 (Hertiginnan av Elba 1928)
- Die Nacht vor dem Ultimo, tillsammans med Hans Adler 1934 (Cassini de Paris, 1936)

### Libretto
- Tiefland, Eugen d'Albert 1903 (Lågland i översättning av Sven Nyblom 1908)
- Tragaldabas, Eugen d'Albert 1907
- Izéyl, Eugen d'Albert 1909 (svensk översättning 1910)
- Die Schönste Frau, Giacomo Minkowski 1910 (Vackra ladyn i översättning av Knut Nyblom, 1910)
- Li-Tai-Pe (Des Kaisers Dichter), Clemens von Franckenstein 1920